# Syncollesis elegans
Syncollesis elegans là một loài bướm đêm trong họ Geometridae.